# مایکل ری ریچاردسون
مایکل ری ریچاردسون (انگلیسی: Micheal Ray Richardson؛ زادهٔ ۱۱ آوریل ۱۹۵۵) بازیکن بسکتبال اهل ایالات متحده آمریکا است.
از باشگاه‌هایی که در آن بازی کرده‌است می‌توان به نیویورک نیکس، بروکلین نتس، باشگاه بسکتبال اسپلیت، و گلدن استیت واریرز اشاره کرد.